# 33619 Dominickrowan
33619 Dominickrowan è un asteroide della fascia principale. Scoperto nel 1999, presenta un'orbita caratterizzata da un semiasse maggiore pari a 2,6112132 UA e da un'eccentricità di 0,0926209, inclinata di 4,65637° rispetto all'eclittica.